# Perkūnas
Perkūnas (litovsko Perkūnas, latvijsko Pērkons, staroprusko: Perkūns, Perkunos, jotvinsko: Parkuns, latgalsko: Pārkiuņs) je bil skupni baltski bog groma in drugo najpomembnejše božanstvo v baltskem panteonu za Dievasom. V litovski in latvijski mitologiji je dokumentiran kot bog neba, groma, strele, neviht, dežja, ognja, vojne, zakona, reda, plodnosti, gora in hrastov.

## Etimologija
Ime se nadaljuje s PIE *Perkwunos, sorodno z *perkwus, besedo za 'hrast', 'jelko' ali 'gozdnato goro'. Protobaltsko ime *Perkūnas je mogoče z gotovostjo rekonstruirati. Slovanski Perun je soroden bog, ni pa etimološko natančen par. Finski Perkele, ime Ukko, velja za posojilo iz Baltika.
Druga povezava je s terpikeraunosom, Zeusovim vzdevkom, ki pomeni »ki uživa v streli«.

### Perkūnas v pisnih virih
Večina informacij o Perkūnasu prihaja iz folklornih pesmi, legend in pravljic. Ker je bila večina zbranih precej pozno v 19. stoletju, predstavljajo le delčke celotne mitologije. Litovski Perkūnas ima veliko alternativnih onomatopejskih imen, kot so Dundulis, Dindutis, Dūdų senis, Tarškulis, Tarškutis, Blizgulis itd.
Zdi se, da je najzgodnejše potrdilo o Perkūnasu v rusinskem prevodu Kronike Ivana Malalasa (1261), kjer govori o čaščenju Перкоунови рекше громоу in v Livonski rimani kroniki (okoli 1290), ki omenja idola Perkūnė.
V Constitutiones Synodales (1530) je Perkūnas omenjen na seznamu bogov pred bogom pekla Pikulsom in je identificiran z rimskim Joveom (Jupitrom). V Sudovski knjigi je Perkūnas (Parkuns) omenjen v povezavi z obredom, ki vključuje kozo. V krščanskih skladbah je Perkūnas zlonamerni duh, demon, kot v Kroniki Ivana Malalasa ali v spisih poljskega kronista Jana Długosza iz 15. stoletja.

### Upodobitev v mitologiji
Perkūnas je bog strele, groma in neviht. V triadi bogov Perkūnas simbolizira ustvarjalne sile (vključno z vegetativnimi), pogum, uspeh, vrh sveta, nebo, dež, grom, nebeški ogenj (strela) in nebesne elemente, medtem ko je Potrimpo povezan z morji, zemljo, pridelki in žiti, Velnias/Patulas pa s peklom in smrtjo. Kot nebeško (atmosfersko) božanstvo je Perkūnas očitno pomočnik in izvršitelj Dievasove volje. Vendar pa Perkūnas po navadi preseže Dievasa, deus otiosus, ker ga je mogoče dejansko videti in ima definirane mitološke funkcije.
V latvijskih dainah se lahko funkciji Pērkons in Dievs občasno združita: Pērkons se imenuje Pērkona tēvs ('Oče ali Bog groma') ali Dieviņš, pomanjševalnica Dievs.

### Orožje in vozilo
Perkūnas je prikazan kot srednjih let, oborožen s sekiro in puščicami, ki vozi dvokolesni voz, vprežen s kozami, kot Thor ali keltski Taranis.
V drugih poročilih je bog groma opisan kot vožnja ognjenega voza po nebu s hitrimi konji ali jahanje ognjenega konja.

### Perkūnasovi družinski odnosi
V pesmih o »nebeški svatbi« Saulė (Sonce) vara Perkūnasa z Mėnulis (Luna); Perkūnas z mečem razpolovi Mėnulisa. Po drugi, bolj priljubljeni različici, Mėnulis tik po poroki prevara Sonce z Aušrinė (jutarnja zvezda), Perkūnas pa to kaznuje. Vendar se ne nauči in prešuštva ponavlja in je vsak mesec znova kaznovan. Druge razlage pravijo, da zato Sonce sije podnevi in Luna ponoči. Čeprav sta ločena, si oba želita videti svojo hčerko Žemino (Zemljo).
V drugih pesmih Perkūnas na poti na svatbo Aušre (zora; hči sonca) udari v zlati hrast. Hrast je v baltski mitologiji drevo boga gromovnika. Sklicevanje na 'hrast Perkūnas' (v litovščini Perkūno ąžuolas; v latvijščini Pērkona ozols) obstaja v viru iz prve polovice 19. stoletja.
Drugi miti pravijo, da naj bi se Perkūnas in neka Laumė ali Vaiva (mavrica) poročila v četrtek, vendar je nevesto ugrabil Velnias (hudič) in Perkūnas od takrat lovi Velniasa.
Nekateri miti omenjajo štiri Perkūnasove sinove (latvijsko: Perkona dēli; litovsko: Perkūno sūnūs), ki so očitno povezani s štirimi letnimi časi oziroma s štirimi smermi sveta (vzhod, zahod, jug in sever). Včasih je sedem ali devet Perkūnajev, ki se imenujejo bratje. V litovščini se reče Perkūnų yra daug ('veliko je gromov').
V nekaterih mitih Perkūnas izžene svojo ženo (in v nekaterih primerih tudi svoje otroke) in ostane na nebu sam. Nekateri miti ponujajo zelo drugačno zgodbo: Dievas dvigne Perkūnasa z zemlje v nebo. Perkūnas ima kamne na nebu (ki ropotajo med nevihto) - motiv, povezan z indoevropsko mitologijo. Perkūnas prebiva na visokih hribih ali gorah: primerjaj litovsko toponimijo Perkūnkalnis, 'Perkūnasova gora' ali Griausmo kalnas, 'gora ropota'.
V večini mitov pa je Perkūnasova žena Žemina.

### Perkūnas in Velnias
Pomembna funkcija Perkūnasa je boj proti Velniasu (v latvijščini Velns). Včasih velja za antitezo Perkūnasa in je bog podzemlja in smrti. Krščanstvo meni, da je Velnias podoben njihovemu 'hudiču', čeprav to ni v skladu s starodavnimi prepričanji.
Perkūnas zasleduje svojega nasprotnika Velnsa zaradi pikarona oziroma kraje plodov in živine. Velnias se skriva v drevesih, pod kamni ali se spremeni v različne živali: črno mačko, psa, prašiča, kozo, jagnjetino, ščuko, kravo (primerjaj z latvijskimi upodobitvami jods bitje s kravjimi kopiti) ali človeka.
Perkūnas zasleduje nasprotnika na nebu na kočiji, narejeni iz kamna in ognja (litovsko ugnies ratai). Včasih je voz izdelan iz rdečega železa. Vpreže ga par (redkeje štirje ali trije) rdeče-belih (ali črno-belih) konj (včasih koz). Primerjaj litovsko božanstvo konj in voz Ratainyčia (Ratainicza omenjena v Lasickovih delih; iz litovskega ratai - 'kolo'). Gre za mitologizirano podobo voza Didieja Grįžula Rataia ('Velika Grįžulasova kolesa' (Veliki medved). Sklada se s samogitskimi predstavami, v katerih je Perkūnas jezdec na ognjenem konju. Na svojem nebeškem vozu se Perkunas pojavlja v obliki sivolasega starca z veliko brado mnogih barve, v belih in črnih oblačilih, v eni roki drži kozo na vrvici, v drugi pa rog ali sekiro.
Perkūnas ima veliko orožja. Vključujejo sekiro ali kladivo, kamne, meč, strele, lok in puščice, kij ter železen ali ognjeni nož. Perkūnas je ustvarjalec orožja (Akmeninis kalvis, 'kovač kamna') ali pa mu pomaga nebeški kovač Televelis (Kalvelis).
Perkūnasov nasprotnik se skrije v votlino drevesa ali kamna (atributi Perkūnasa). Vrhunec Perkūnasovega lova na nasprotnika je nevihta; ne le očisti tal zlih duhov, ampak vrne ukradeno živino ali orožje.
Perkūnas je povezan tudi s četrtkom. Četrtek je v mnogih tradicijah dan gromovnika: primerjaj polabsko Peräune-dǻn ('dan Peruna'), litovsko Perkūno diena. Perkūnas je v zgodnjih virih povezan z rimskim bogom Jupitrom. Četrtek je dan neviht in dežja, pa tudi porok.

## Pruski Perkūns
Simon Grunau (okoli 1520) opisuje pruski prapor s Perkūnsom na njem. Bog je predstavljen kot jezen moški srednjih let z zasukano črno brado, na vrhu pa gori plamen. Stoji med mladim Patrimpasom in starim Patulom. Perkūns ohranja isto osrednjo mesto v opisu svetega hrasta v svetišču Romove. Pred hrastom je zagorel večni ogenj (simbol Perkūnsa). Pri svetišču so služili posebni duhovniki. Stari Prusi so poskušali pritegniti boga z molitvami. Perkunatete je bila Perkūnsova mati.

## Latvijski Pērkons
Pērkons je bil močno povezan z Dievsom, čeprav sta bila očitno različna. Ljudstvo je Pērkonu darovalo črna teleta, koze in peteline, zlasti v sušnih obdobjih. Okoliška ljudstva so prihajala na te daritve, da bi skupaj jedla in pila, potem ko so zanj zlili pivo na tla ali v ogenj. Latvijci so Pērkonu žrtvovali tudi kuhano hrano pred obroki, da bi preprečili nevihte, med katerimi so satovje postavljali v ogenj, da so razgnali oblake.
Pērkonsova družina je vključevala sinove, ki so simbolizirali različne vidike neviht (kot so grom, blisk, udari strele) in hčere, ki so simbolizirale različne vrste dežja.
Pērkons se je pojavil na zlatem konju, z mečem, železno palico, zlatim bičem in nožem. Stari Latvijci so v njegovo čast nosili drobne sekire na svojih oblačilih.

## V sodobni kulturi
Günter Grass v svojem drugem romanu Pasja leta (1963) aludira na Perkūnasa ('Perkunos') kot simbol temnih človeških energij, ki jih je sprožil vzpon nacizma v Nemčiji v 1930-iha.
Izmišljena vzporednica z nacistično Nemčijo v romanu o alternativni zgodovini Vrata časa iz leta 1966 Philipa Joséja Farmerja - ki je fizično na mestu današnje Nemčije, vendar v njej prevladujejo Litovci in ne Nemci - se imenuje Perkunisha, poimenovana po Perkūnasu.
Dve drugi časovnici alternativne zgodovine predstavljata Litvo, ki obožuje Perkūnasa in je preživela v 20. stoletju, iz diametralno nasprotnih točk razhajanj. V delu Delenda Est Poula Andersona je alternativna Litva nastala v zgodovini, kjer je Kartagina premagala in uničila Rim in Rimskega cesarstva ni bilo. Nasprotno pa je v Cesarstvu smodnika Harryja Turtledova (2003) Rimsko cesarstvo preživelo v 20. stoletju in pozneje, Lietuva pa se je pojavila kot rivalski imperij na njegovem severu. Perkunas je omenjen tudi v romanu Turtledove v The Case of the Toxic Spell Dump (1993).
Litovska ljudska glasbena skupina Kūlgrinda je leta 2003 izdala album z naslovom Perkūno Giesmės, kar pomeni 'Himne Perkūnasa'.
Saule, Pērkons, Daugava je latvijska zborovska pesem, ki jo je zložil Mārtiņš Brauns na podlagi pesmi Rainisa iz leta 1916.
Erica Synths je naredila bobnarski sintetizator z imenom Perkons.
Avgusta 2023 se je nad belimi pečinami Dover v južni Angliji v Združenem kraljestvu pojavil totem z izrezljanim napisom Perkunas 2023. Do danes nihče ni zahteval lastništva dela in javnost še vedno ne ve, kako je prišel tja.